# Schleusenkanal
Als Schleusenkanal wird die Strecke eines staugeregelten Flusses bezeichnet, die als beidseitige Zufahrt zu einem Abstiegsbauwerk vom Fluss abzweigt und dabei ein Absperrbauwerk in einem Wehrarm umgeht. Zum oberen und unteren Schleusenkanal gehören ganz oder teilweise die Schleusenvorhäfen als Teil der Schleusenanlage. Ein Schleusenkanal kann zugleich ein Kraftwerkskanal sein. Der Schleusenkanal, der früher auch manchmal als Schleusengraben bezeichnet wurde, kann komplett neu angelegt worden sein. In früherer Zeit war es auch üblich, die Schleuse in vorhandene Alt- bzw. Seitenarme des Flusslaufes zu bauen, da der Hauptarm nicht selten von Schiffmühlen und Mühlendämmen versperrt war.

## Bilder und Karten

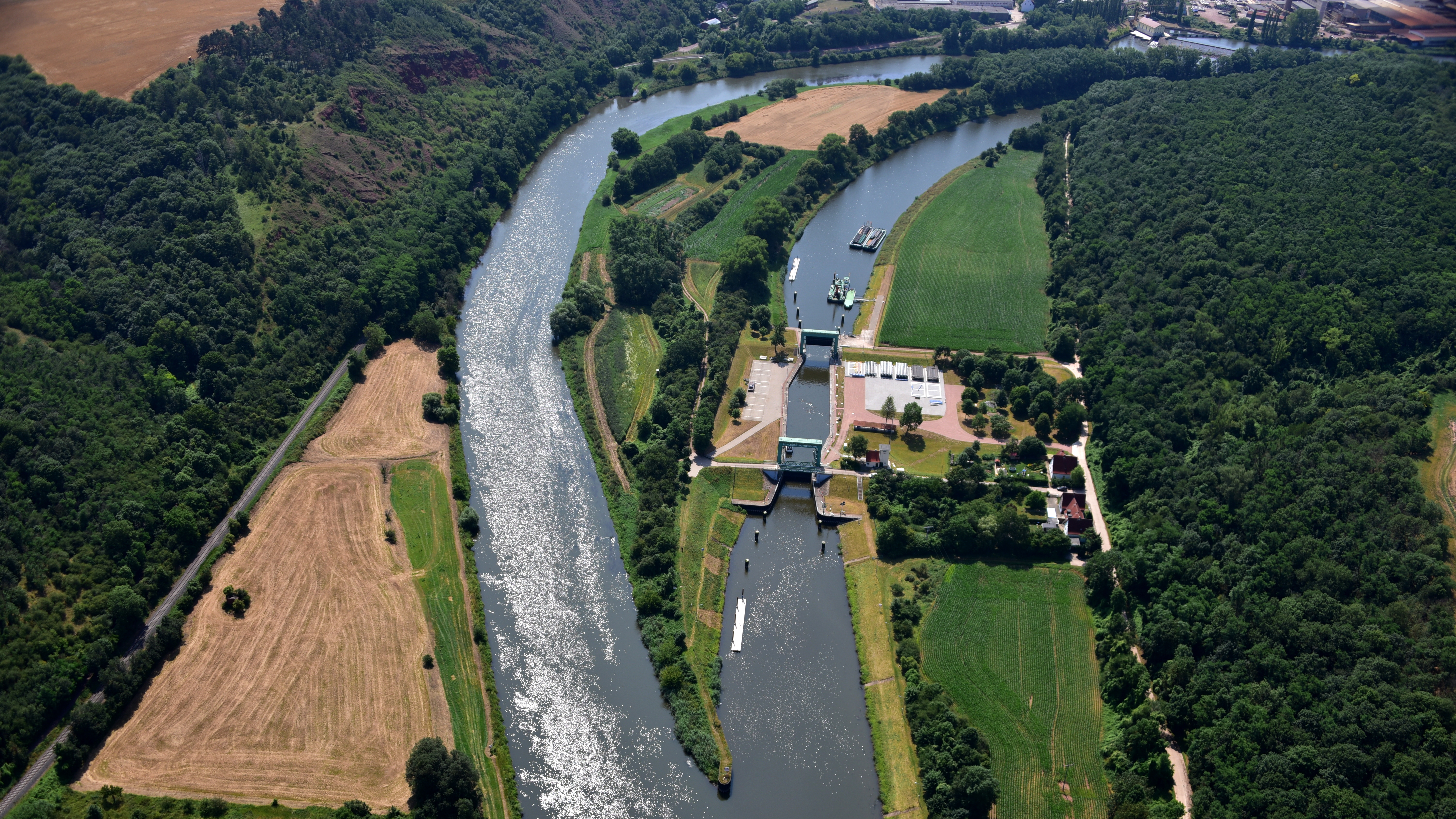
Die Saale links im Bild, Schleusenkanal mit Schleuse Rothenburg
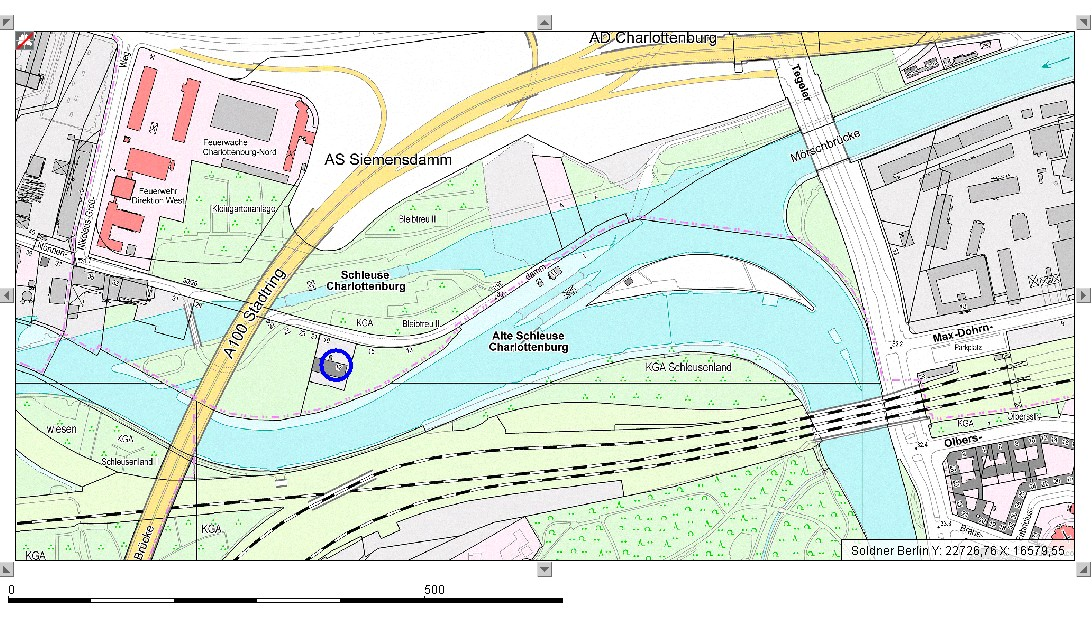
Wehr in der Spree, Schleusen in künstlich angelegten Kanälen